# Turm der Winde (Athen)

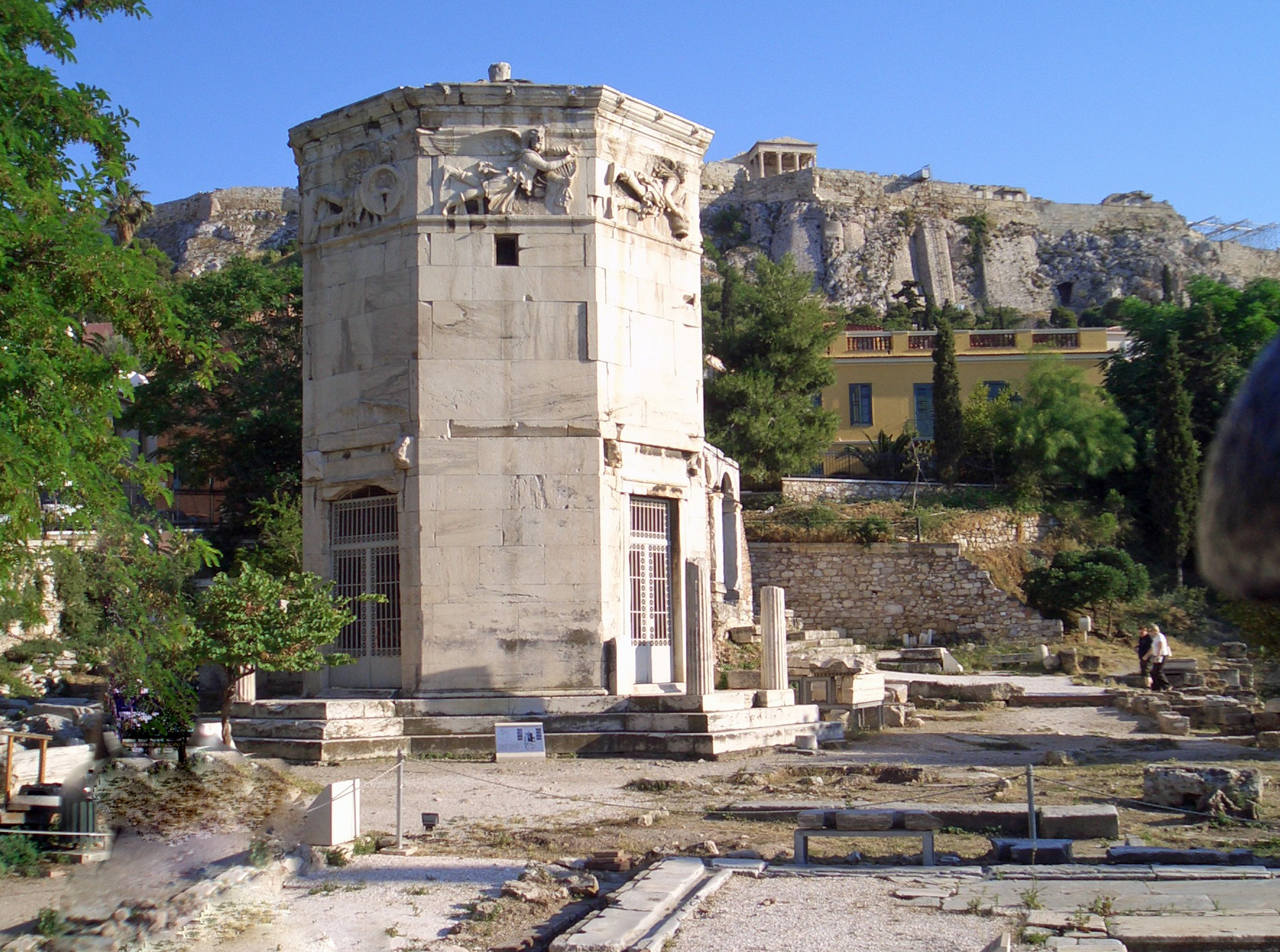
Turm der Winde von der Nordseite; im Hintergrund sind Teile der Akropolis zu sehen

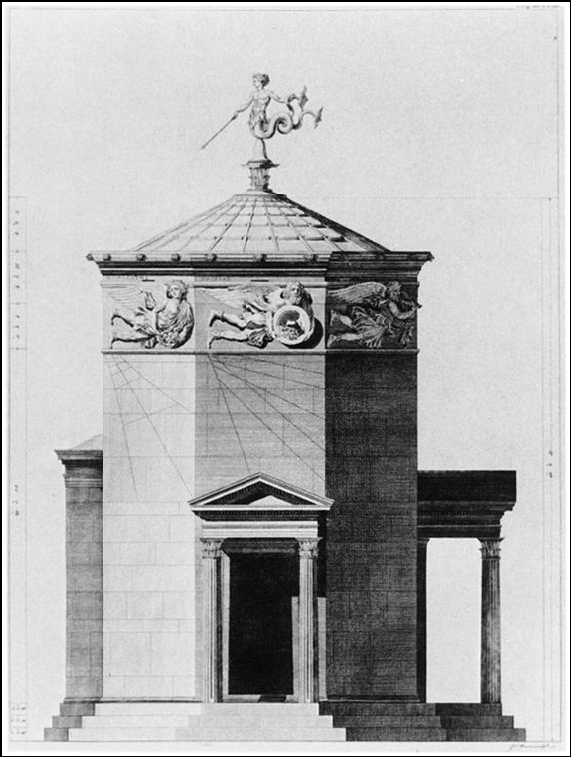
Der Turm der Winde von Nordost, rekonstruierte Ansicht mit Triton auf dem Dach. Unter den Wind-Reliefs befinden sich Sonnenuhren.

Der Turm der Winde (auch Horologion des Andronikos oder Αέρηδες, Aerides) ist ein achteckiger, 13 Meter hoher antiker Turm am Rande der Römischen Agora in Athen, der als Uhrenpavillon und Wetterstation diente. Der späthellenistische Turm wurde von dem Architekten Andronikos von Kyrrhos im 1. Jahrhundert v. Chr. entworfen. Erstmals erwähnt wurde er bei Varro (37 v. Chr.), dann bei Vitruv.
Der Turm der Winde ist das besterhaltene antike Bauwerk in Athen. Dass er so gut erhalten ist, liegt daran, dass er in frühchristlicher Zeit als Baptisterium einer Basilika und in türkischer Zeit als Andachtsraum für den Tanz der Derwische genutzt wurde. Während er einst isoliert für sich stand, gehört er heute zum archäologischen Grabungsfeld der Römischen Agora.

## Beschreibung
Zum Bau wurde pentelischer Marmor verwendet. Die acht Seiten des Turms sind zu den Himmelsrichtungen (Norden, Osten usw.) und zu den vier Nebenrichtungen (Nordosten usw.) ausgerichtet. Der Grundriss der Turms entspricht somit einer achtteiligen Windrose. An der Nordost- und an der Nordwestseite befindet sich je ein Eingang.
Auf jeder der acht Seiten ist oben ein Relief zu sehen, das einen der Windgötter (Anemoi) darstellt. Auf dem Dach befand sich die Figur eines Triton aus Bronze, der sich drehen konnte und mit seinem Stab wie eine Wetterfahne die jeweils herrschende Windrichtung anzeigte.
Unter jedem Relief ist jeweils eine Sonnenuhr angebracht, eine neunte befand sich vermutlich am südlichen runden Annex. Im Turm befanden sich eine Wasseruhr und weitere mit Wasserkraft angetriebene Vorrichtungen; diese wurde aus einem an der Südseite des Turms befindlichen Wasserspeicher versorgt, der durch eine Leitung aus einer am Nordhang der Akropolis befindlichen Quelle gespeist wurde.

## Reliefs der Windgötter
Die Figuren der acht Windgötter repräsentieren vier Haupt- und vier Nebenwinde. In jedem Relief weist ein Attribut (z. B. Regen, Hagel, Früchte) auf den Charakter des Windes hin.
| Name         | Windrichtung | Darstellung                                                                  |
| ------------ | ------------ | ---------------------------------------------------------------------------- |
| Boreas       | Norden       | bärtiger Mann mit Mantel und Muschel, in die er bläst                        |
| Kaikias      | Nordosten    | bärtiger Mann, schüttet runde Objekte (Hagelkörner?) aus einem runden Schild |
| Ap(h)eliotes | Osten        | Jugendlicher, der ein mit Früchten und Getreide gefülltes Manteltuch trägt   |
| Euros        | Südosten     | bärtiger Mann, in einen Mantel gehüllt                                       |
| Notos        | Süden        | Jugendlicher, der eine Kanne entleert                                        |
| Lips         | Südwesten    | Jugendlicher mit Steven                                                      |
| Zephyros     | Westen       | Jugendlicher, der ein mit Blumen gefülltes Manteltuch trägt                  |
| Skiron       | Nordwesten   | bärtiger Mann, der ein bauchiges Gefäß entleert                              |

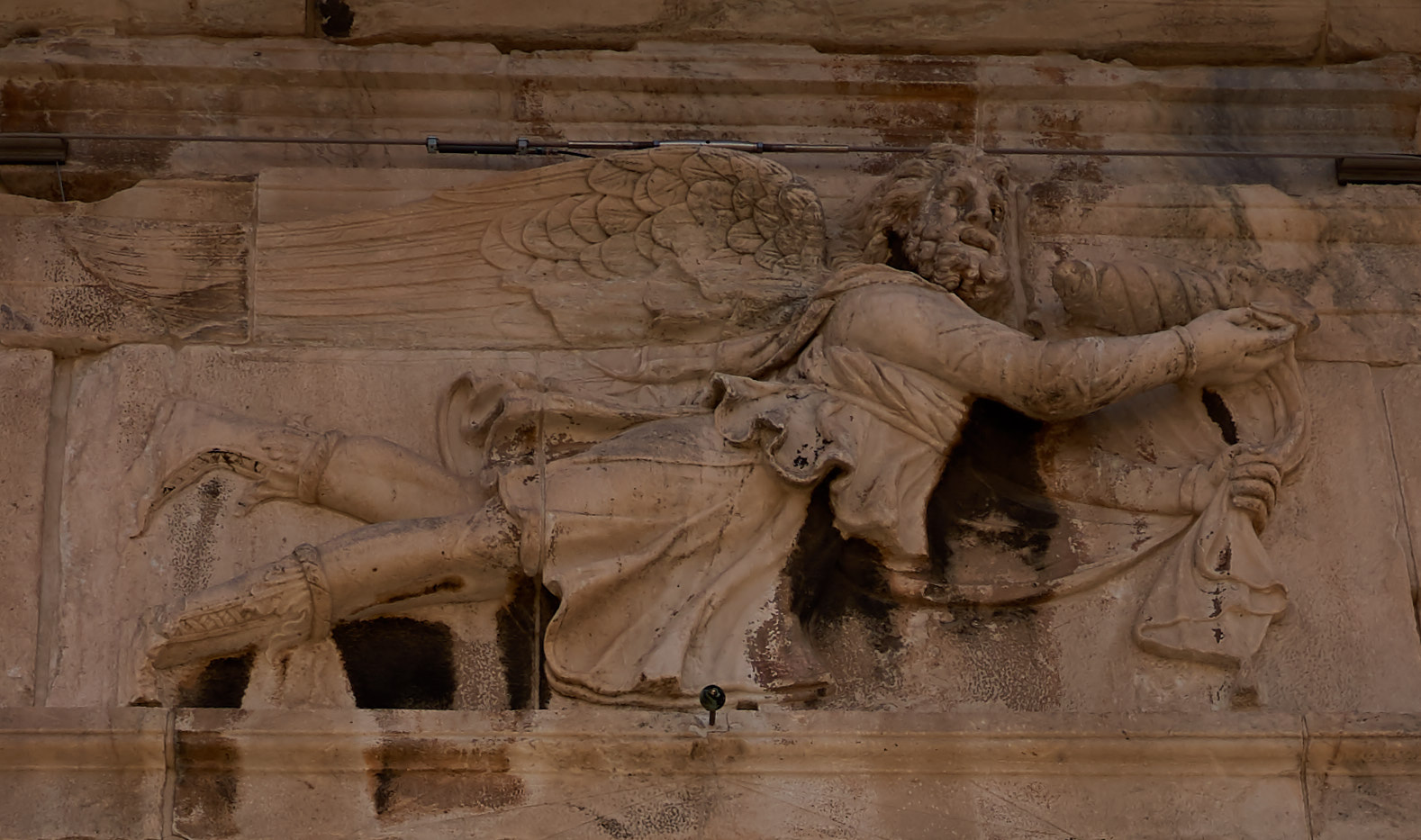
Boreas
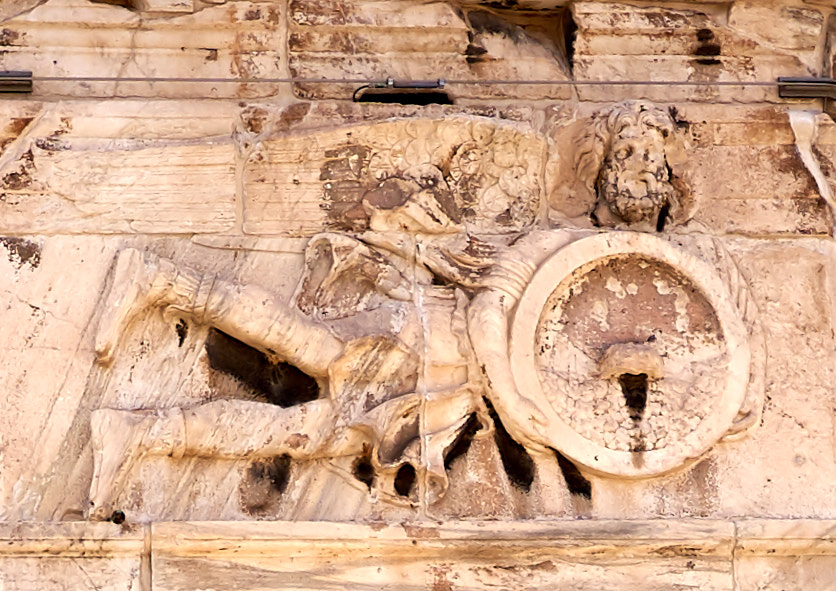
Kaikias
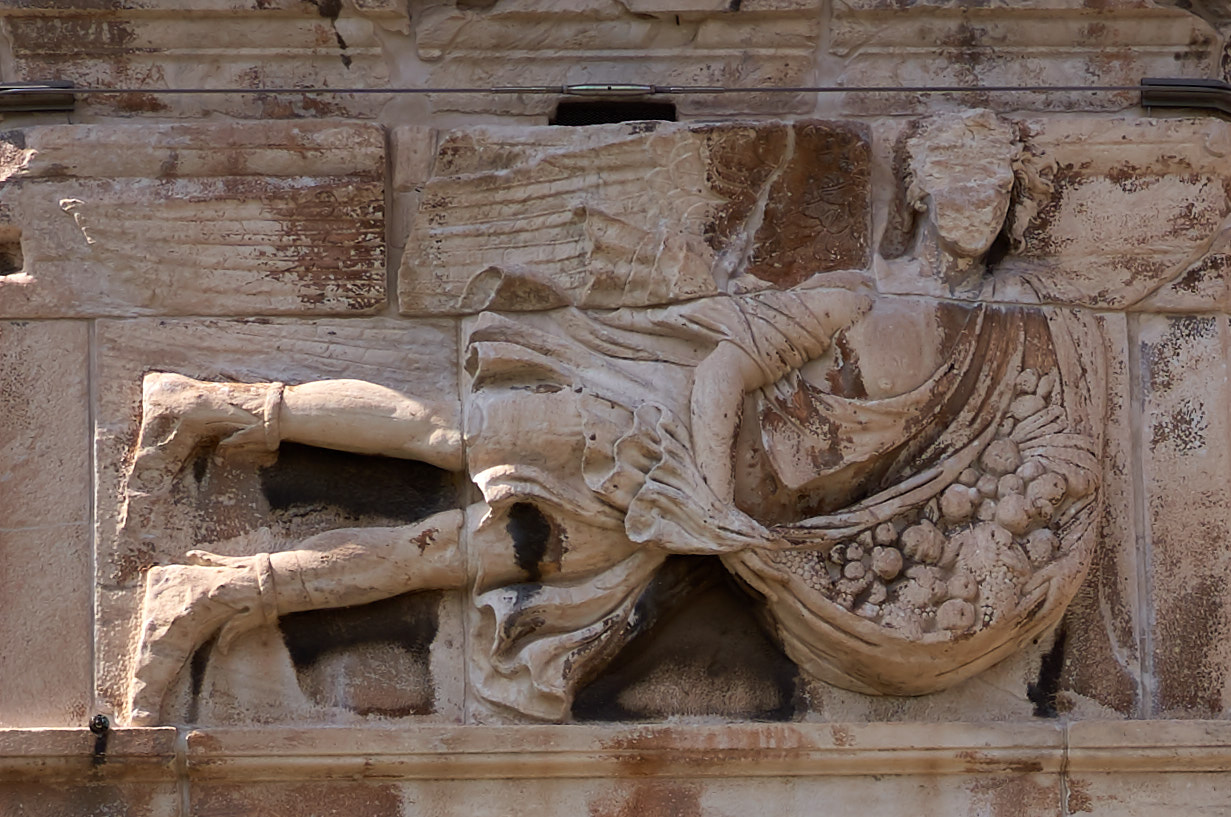
Apeliotes
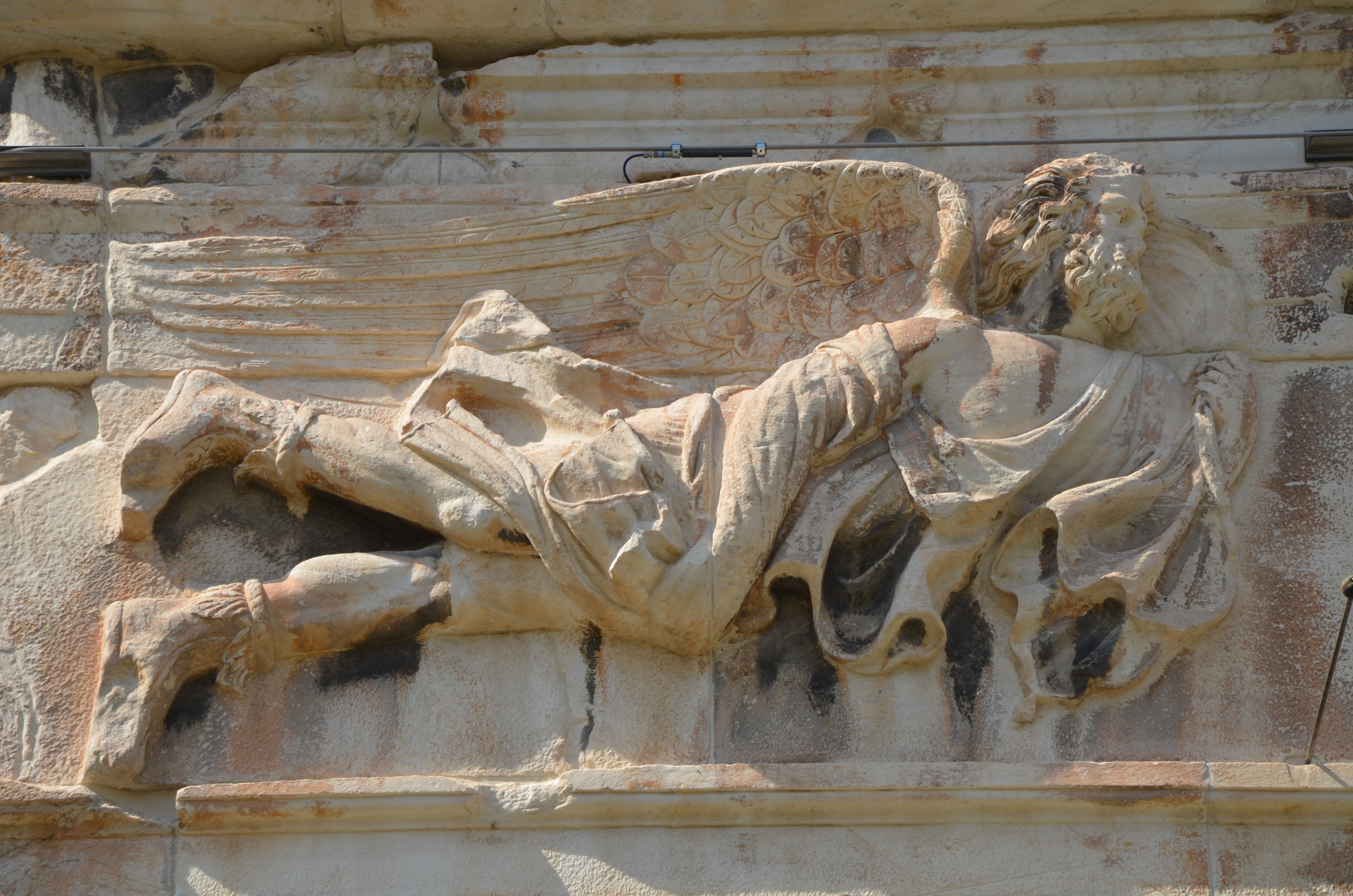
Euros
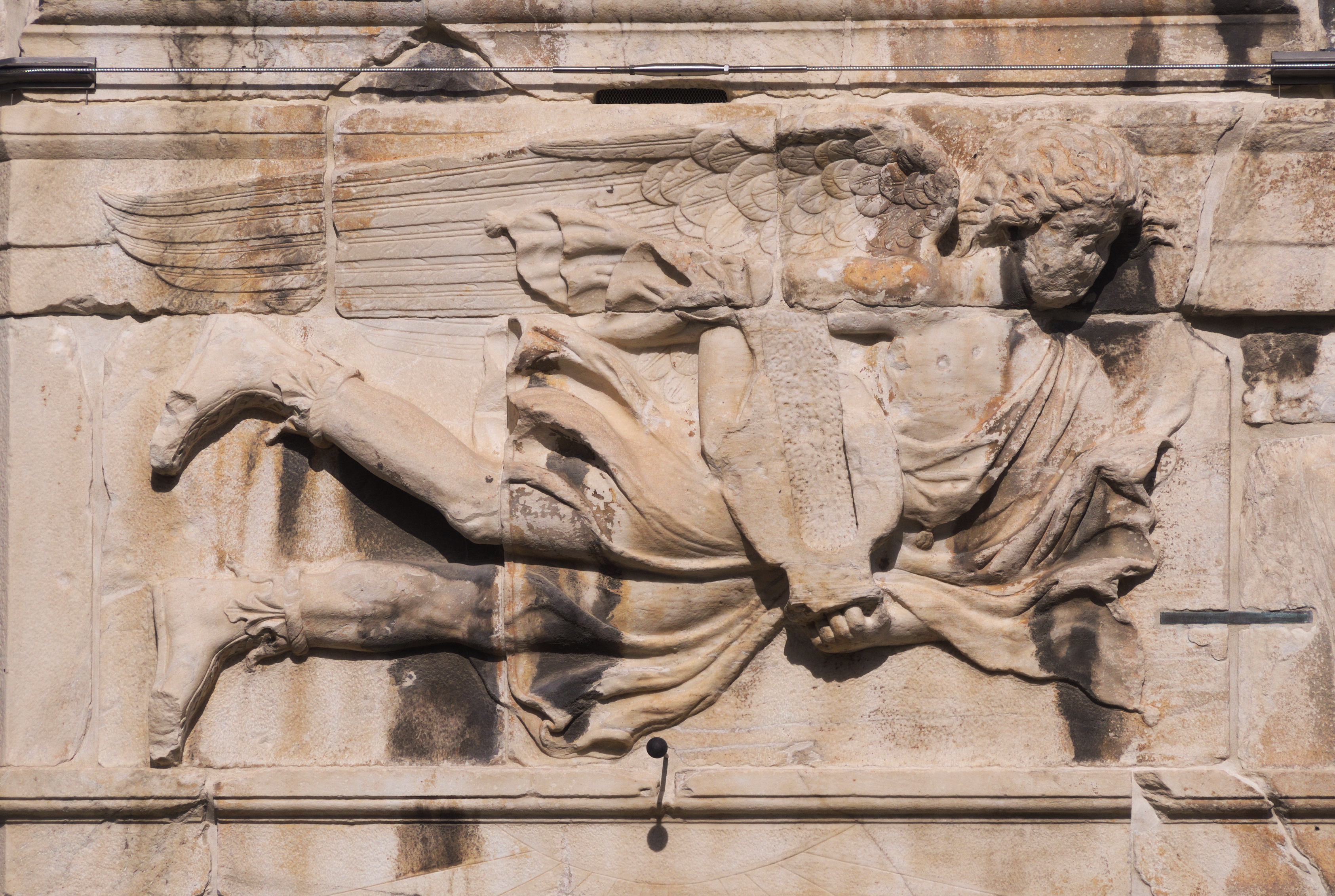
Notos
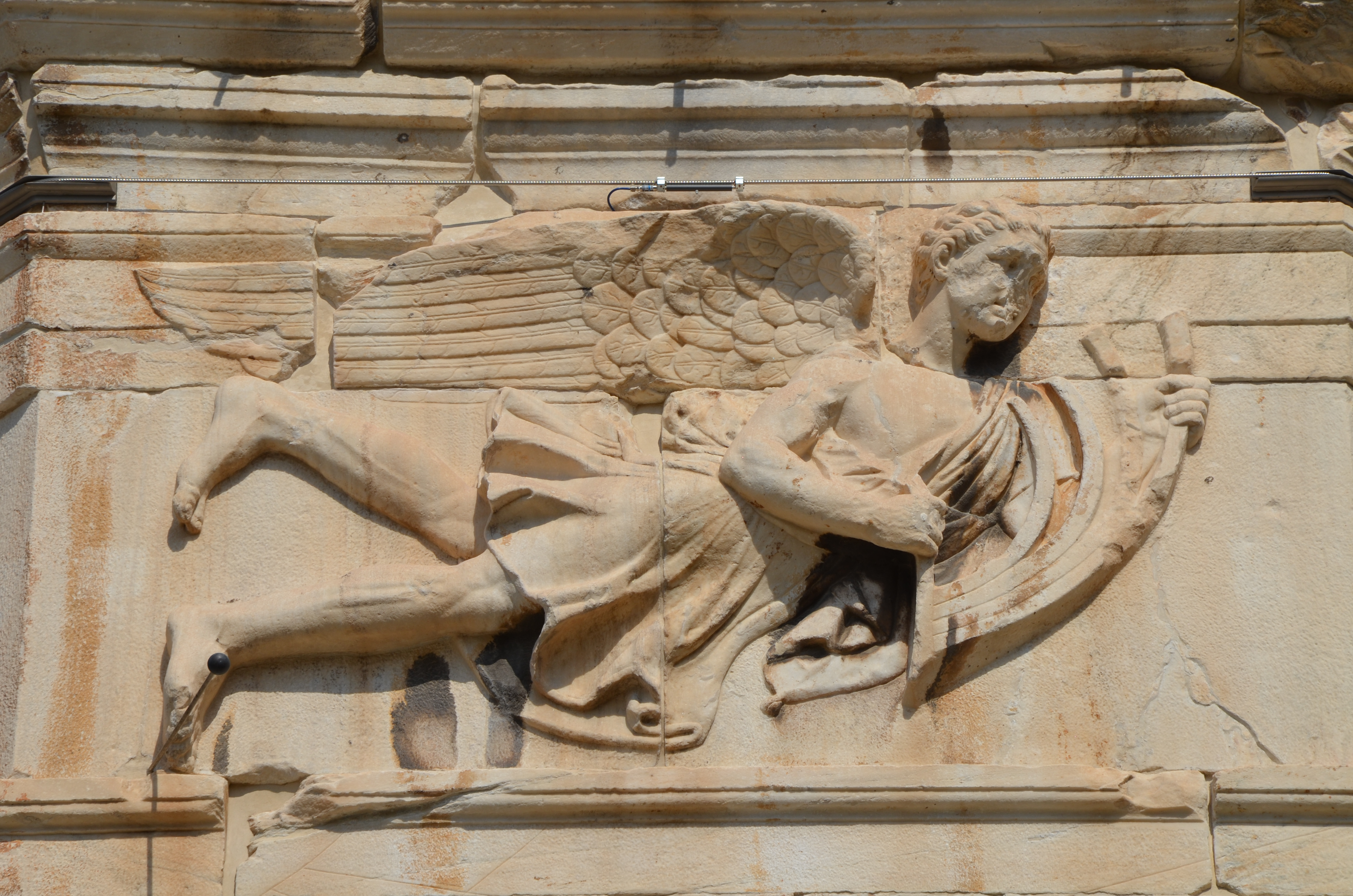
Lips
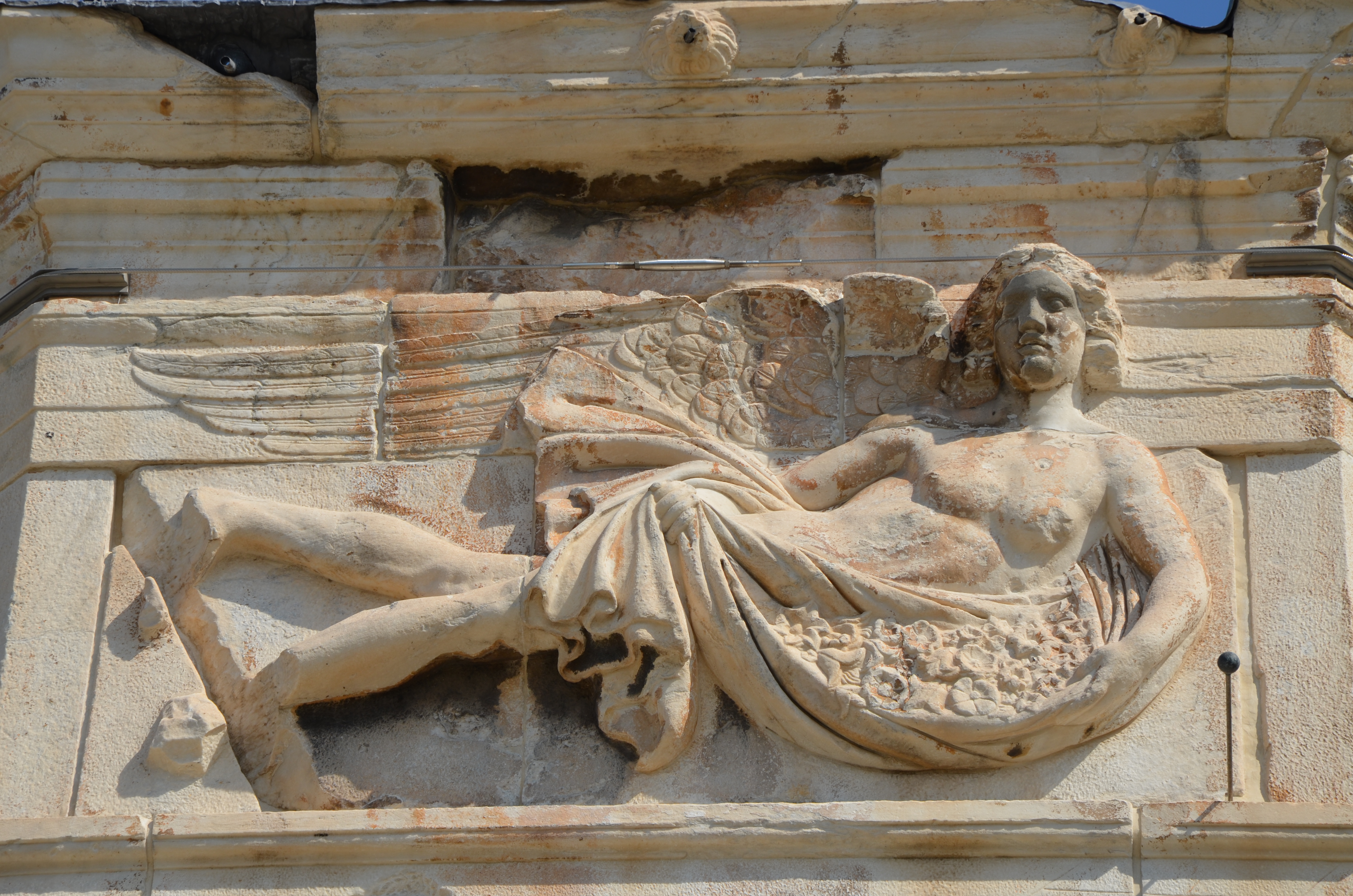
Zephyros
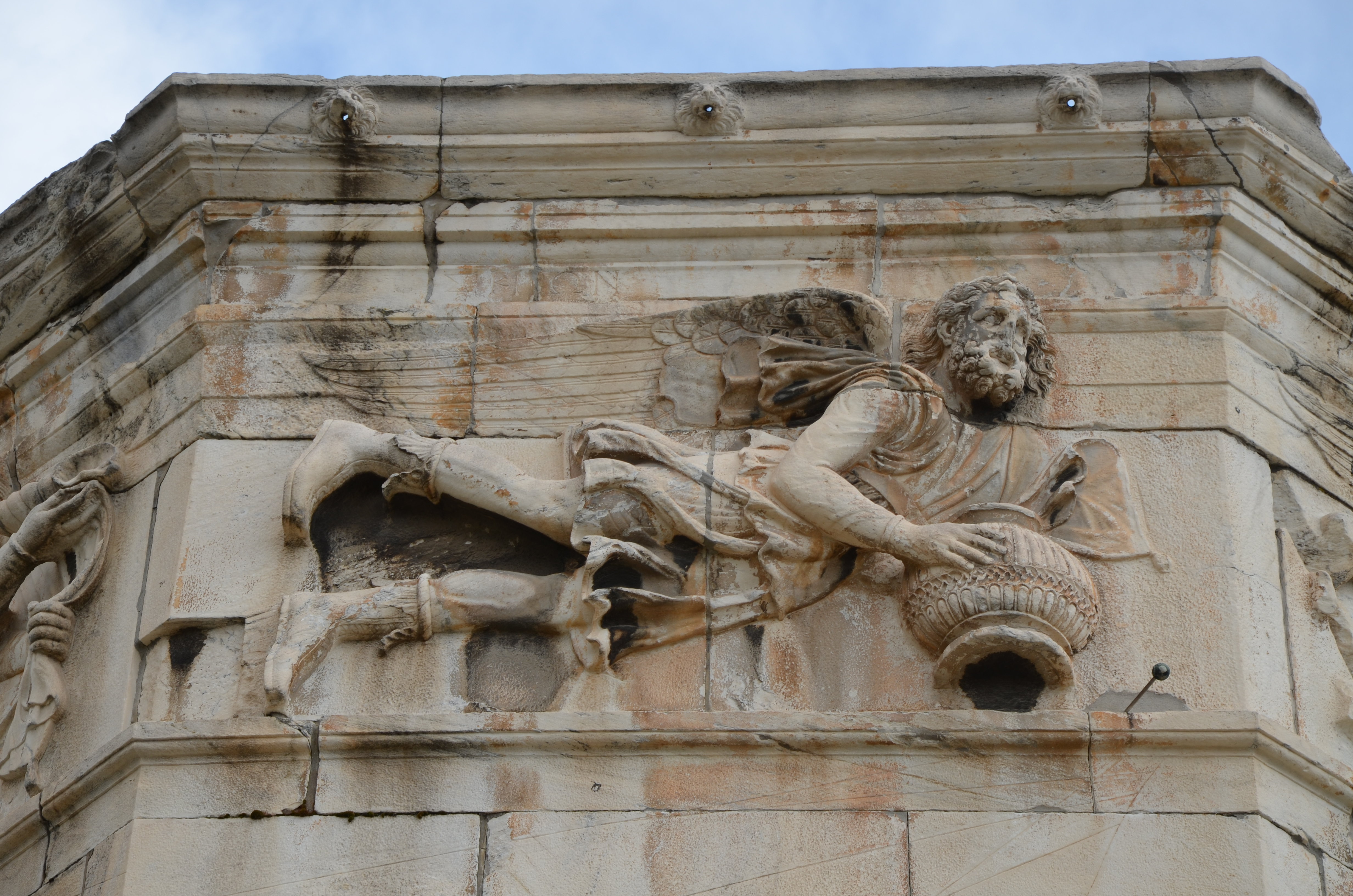
Skiron

## Rezeption

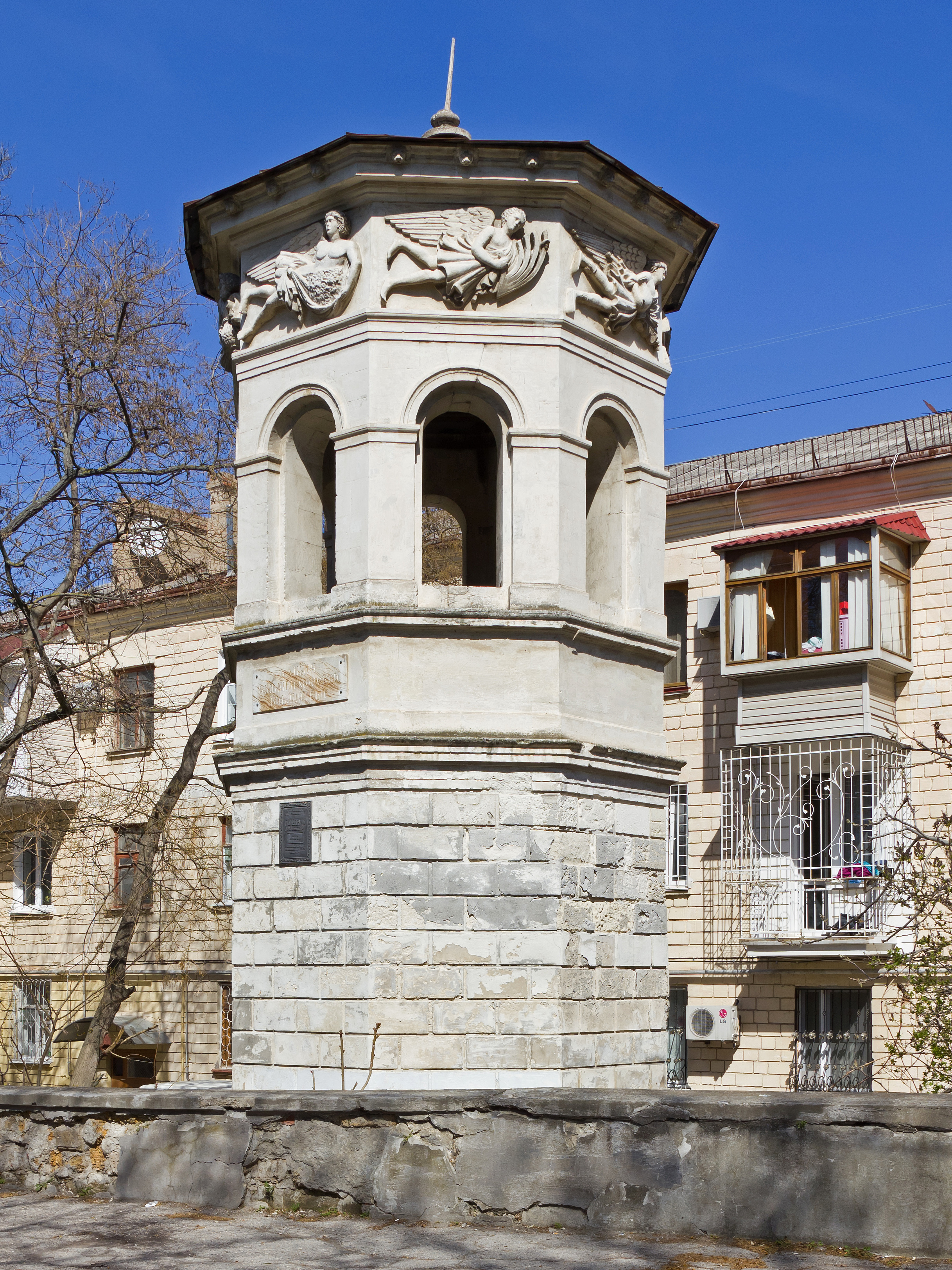
Nachschöpfung: Turm der Winde in Sewastopol

Vitruv erwähnte in seiner Architekturschrift den Turm der Winde und machte dessen 8 bzw. 16 Radialen zum Ausgangspunkt seiner Überlegungen zur Stadtplanung. Bezug auf diesen Text nimmt beispielsweise der stadtplanerische Entwurf von Karlsruhe. Detailliert aufgemessen und zeichnerisch rekonstruiert wurde der Turm jedoch erst um 1750 von James Stuart und Nicholas Revett. In ihrem ersten Band der 1762 publizierten Antiquities of Athens gehörte er zu den ersten Gebäuden des griechischen Mutterlandes, die in Westeuropa bekannt wurden.
Der Turm der Winde diente als Vorbild für viele Bauten des 18. und 19. Jahrhunderts. Darunter befinden sich in Deutschland der von Leopold III. Friedrich Franz von Anhalt-Dessau errichtete Turm der acht Winde in Dessau-Mildensee und das Observatorium von Carl Gotthard Langhans (heute: Sternwarte Halle im Botanischen Garten der Universität Halle). Die Reliefdarstellungen der acht Winde wurden an den Ecktürmen des Schlosses Tegel in Berlin wiederholt.
Bis heute wird der Turm in den Künsten, aber auch in der modernen Architektur zitiert, beispielsweise im Tower of Winds in Yokohama von Toyo Ito aus dem Jahr 1986 oder als gestalterisches Element in Entwürfen von Rob Krier für die Cité Judiciaire in Luxemburg.